# Rocznik Biblioteki Narodowej
Rocznik Biblioteki Narodowej – rocznik historyczny ukazujący się od 1965 roku w Warszawie. Wydawcą jest Biblioteka Narodowa. Publikowane są w nim artykuły naukowe, recenzje, materiały dotyczące bibliotekoznawstwa. 